# Kankanahalli, Honnali
Kankanahalli là một làng thuộc tehsil Honnali, huyện Davanagere, bang Karnataka, Ấn Độ.